# 坂本祐祈
坂本 祐祈（さかもと ゆき、1984年11月2日 - ）は、日本の女優、元フリーアナウンサー。
名前の「しめすへん」は「ネ」ではなく「示」。

## 来歴・人物
広島県出身。広島女学院中学校・高等学校、上智大学法学部法律学科を卒業。2007年、日本テレビにアナウンサー職内定を辞退し営業職に入社する（夏目三久と同期だった）。同年10月に日本テレビを退職し、以後セント・フォース所属のフリーアナウンサーとしてフジテレビ・TBS・NHKなどの番組で活躍した。2011年9月30日深夜をもってTBS『ビジネス・クリック』を降板するとともに所属していたセント・フォースを退社、同年10月1日付の公式ブログ（外部リンク参照）でヒラタオフィスに移籍し、今後は女優業を中心に幅広く活動していくことを表明した。2013年9月よりマイスタイルに移籍。木村ひさし監督による連続ドラマ「革命ステーション5+25」の主演を機に、NHK「Q.E.D.証明終了」、BS日テレ「わるいやつら」等に出演。舞台では森浩美原作の家族草子、藤間勘十郎脚本、演出の時代劇「玉藻前」で主演を務める。2017年より拠点をハリウッドに移し活動を開始。現在の所属事務所はAmuse Group USA。2018年6月より「ジーンライフ」コマーシャルで日本人記者役としてニューヨークヤンキースの田中将大選手と共演中。

## 出演・担当番組など

### テレビ
- FNNスーパーニュース（フジテレビ）スーパー特報 - リポーター
- めざましどようび（2009年12月5日 - 12月12日、フジテレビ） - 椎間板ヘルニアで休養した高樹千佳子の代行として「ココ調」リポーターを務めた。
- めざましテレビ（ 2010年9月、フジテレビ）「ココ調」リポーター
- ビジネス・クリック（2009年10月 - 2011年9月、TBS） - ナビゲーター（2010年9月までは木・金曜、2010年10月以降は金曜のみの担当）
- にっぽんの芸能（2013年 -2015年、NHK Eテレ）「古典芸能玉手箱」リポーター

### テレビドラマ
- Q.E.D. 証明終了（2009年2月12日、NHK） - 龍門寺羊子役
- 松本清張 わるいやつら（2014年3月16日、BS日テレ）

### インターネット
- 革命ステーション5+25（2009年7月6日 - 8月9日、LISMO Video ） - 小川みのり役

### 舞台
- 玉藻前〜TAMAMO〜（2011年10月19日、日本橋公会堂。原作：近衛はな、脚本演出：藤間勘十郎）
- 家族草子（2015年〜　原作：森浩美）